# The Jets
The Jets fueron una banda familiar con orígenes polinesios de música pop originaria de Minneapolis, Minnesota (EE. UU.).

## Integración
La banda original consistía en los 8 hijos mayores de Maikeli «Mike» y Vaké Wolfgramm:
- Elizabeth (n. 9 de agosto de 1972)
- Moana (n. el 13 de octubre de 1973)
- Kathi (n. 6 de septiembre de 1970)
- LeRoy (n. 19 de julio de 1965)
- Eugene (n. 24 de septiembre de 1967)
- Eddie (n. 14 de agosto de 1966)
- Haini (n. 25 de enero de 1968)
- Rudy (n. 1 de marzo de 1969)
- Ryan (fecha de nacimiento desconocida)

Mike y Vaké eran originarios de la isla de Tonga, y tuvieron en total 17 hijos.

## Los éxitos
The Jets llegaron a poner 5 canciones en el Top 10: «Crush On You», «You Got It All», «Cross My Broken Heart», «Rocket 2 U», y «Make It Real». «Sendin' All My Love» solo llegó al 88 del Billboard Hot 100, pero fue número 1 en listas Dance.

## Proyectos externos
En 1988 Eugene (bajo el seudónimo de Gene Hunt) junto a Joe Pasquale formaron el dúo Boys Club («I Remember Holding You» llegó al número 8). Eugene volvió al grupo para grabar «The Best of The Jets» en 1990 pero tanto él como Eddie, Elizabeth y Kathi dejaron la banda posteriormente.

## Rupert Holmes
Su canción éxito de 1986 «You Got It All» fue escrita y compuesta por Rupert Holmes, famoso por la canción «Escape (the Piña Colada song)».  Holmes creó otras canciones para el grupo pero ninguna llegó al nivel de su primera colaboración.

## Homenaje
Britney Spears hizo una versión de «You Got It All» que aparece en versiones internacionales de su álbum del año 2000 Oops!... I Did It Again.

## Discografía

### Álbumes
- The Jets (1985) MCA #19 US - Disco de Platino
- Christmas with The Jets (1986) MCA
- Magic (1987) MCA #35 US - Disco de Platino
- Hot Hits (1987) (Cinta promocional exclusiva de Kool-Aid Koolers)
- Believe (1989) MCA #107 US - Disco de Oro
- The Best of The Jets (1990) MCA
- Love People (1995) LIBERTY PARK
- Love Will Lead The Way (1997) Shadow Mountain
- Then & Now (1998) KTEL
- 20th Century Masters - Millennium Collection (2001) UME
- All Their Best (2003) KTEL
- Versatility (All digital release) (2006) UME

### Sencillos
| Año  | Título                  | Billboard Hot 100 | US Dance |
| ---- | ----------------------- | ----------------- | -------- |
| 1985 | "Curiosity"             | -                 | 21       |
| 1986 | "Crush On You"          | 3                 | 4        |
| 1986 | "Private Number"        | 47                | -        |
| 1987 | "You Got It All"        | 3                 | -        |
| 1987 | "Cross My Broken Heart" | 7                 | 8        |
| 1987 | "I Do You"              | 20                | -        |
| 1988 | "Rocket 2 U"            | 6                 | 3        |
| 1988 | "Make It Real"          | 4                 | -        |
| 1988 | "Sendin' All My Love"   | 88                | 1        |
| 1989 | "You Better Dance"      | 59                | 28       |
| 1989 | "The Same Love"         | 87                | -        |